# Stenotaphrum helferi
Stenotaphrum helferi là một loài thực vật có hoa trong họ Hòa thảo. Loài này được Munro ex Hook.f. miêu tả khoa học đầu tiên năm 1896.